# Conclave de 1303
El Conclave de 1303 va escollir a Benet XI com a successor de Bonifaci VIII. Va ser la primera vegada que el conclave se celebrava a la Basílica de Sant Pere del Vaticà.

## Mort de Bonifaci VIII
El Papa Bonifaci VIII durant el seu pontificat va proclamar la superioritat del poder espiritual sobre el secular, com ho demostra la Butlla Unam Sanctam del 1302. Les idees principals del document van comportar un fort conflicte amb Felip IV de França, que volia tot el poder per ell. Felip va desencadenar una campanya de propaganda contra Bonifaci, acusant-lo d'heretgia, simonia, de ser homosexual i diverses transgressions morals. El 7 de setembre de 1303 agents del rei van segrestar Bonifaci VIII a Anagni, el que va ser un cop dur pel prestigi de la Santa Seu, sobretot perquè un dels segrestadors, Sciarra Colonna, va bufetejar públicament al Papa. El rei de França va exigir l'abdicació del Papa, però ell s'hi va negar, i va excomunicar als autors de l'atac. Tres dies després el Papa va ser posat en llibertat, però va morir només un mes més tard, l'11 d'octubre de 1303. El rei Felip IV de França, en la seva disputa amb el Papa, va comptar amb el suport de la poderosa família Novel·la Colonna, que ja havia tingut altres conflictes amb Bonifaci. Com a resultat, els dos cardenals d'aquesta família que havien provocat el conflicte, i que eren Pietro Colonna i Giacomo Colonna, van ser excomunicats i exclosos del Col·legi Cardenalici.
El Papa Bonifaci va ser enterrat a la Basílica de Sant Pere el 12 d'octubre de 1303, en una tomba que ell mateix s'havia fet construir.

## Participants
Van participar 18 cardenals en l'elecció, quinze italians, un francès i dos espanyols.
- Giovanni Boccamazza
- Teodorico Ranieri
- Niccolo Boccasini
- Leonardo Patrasso
- Pedro Rodríguez
- Giovanni Minio
- Jean Le Moine
- Robert de Pontigny
- Gentile da Montefiore
- Matteo Orsini Rosso
- Napoleone Orsini Frangipani
- Landolfo Brancaccio
- Guglielmo de Longhi
- Francesco Napoleone Orsini
- Giacomo Caetani Stefaneschi
- Francesco Caetani
- Riccardo Petroni
- Luca Fieschi